# Grecia ai Giochi della I Olimpiade
La Grecia partecipò alle Giochi della I Olimpiade, delle quali fu la nazione ospitante, svoltesi dal 6 al 15 aprile 1896 ad Atene. La squadra ellenica si piazzò al secondo posto nel medagliere olimpico, dietro solo agli Stati Uniti nel numero di ori vinti. Conquistò in totale 46 medaglie, 26 in più rispetto agli statunitensi.
Il nome di 103 partecipanti greci è noto. Inoltre vi erano 7 nuotatori, 22 tiratori e 44 ginnasti dal nome sconosciuto, per un totale di 176. Molti storici riducono il numero di nuotatori sconosciuti a sei, dicendo che due di questi 7 fossero in realtà la stessa persona, così come è probabile che tre atleti greci avessero partecipato sia alle gare individuali, sia a quelle a squadre, della ginnastica. Queste due rettifiche riducono il numero totale di partecipanti a 172. Un confronto con la tabella di Mallon degli atleti che parteciparono a più eventi mostra che 3 dei ginnasti dal nome ignoto gareggiarono in altri sport, riducendo il numero a 169, che è quello ufficiale del CIO.
Non è sempre certa l'appartenenza in termini di nazionalità e di cittadinanza degli sportivi greci provenienti da tutto il bacino del Mediterraneo, soprattutto orientale. Cipro, ad esempio, era presente con un atleta, Anastasios Andreou di Nicosia, esponente della "Gymnastikos Syllogos Olympia Kyprou Limassol", che gareggiò nei 110m ostacoli; nonostante l'isola all'epoca fosse sotto il protettorato britannico, viene considerato greco. Di provenienza cipriota era anche il greco più medagliato, Iōannīs Fragkoudīs, nativo di Limassol, vincitore di tre medaglie, di cui una d'oro nel tiro a segno, ma il fatto che fosse ufficiale dell'esercito greco non lascia spazio a residue perplessità. Ci sono dubbi su due atleti di Smirne, città turca all'epoca appartenente alla Grecia: Nikos Loverdos, che partecipò alla gara delle 12 ore di ciclismo, e Dimitrios Tomprof, che partecipò agli 800 e ai 1500 metri. Si considerano greci perché loro stessi avevano scelto di gareggiare per la Grecia. Viene solitamente considerato greco anche Dionysios Kasdaglis, nato a Salford, in Inghilterra, da genitori egiziani.
Le medaglie conquistate da John Pius Boland e George Stuart Robertson nel doppio di tennis sono attribuite alla squadra mista invece che alla compagine inglese.

## Medaglie

### Oro
| Medaglia | Atleta                    | Sport            | Specialità            |
| -------- | ------------------------- | ---------------- | --------------------- |
| Oro      | Nikolaos Andriakopoulos   | Ginnastica       | Fune                  |
| Oro      | Iōannīs Geōrgiadīs        | Scherma          | Sciabola              |
| Oro      | Pantelīs Karasevdas       | Tiro a segno     | Carabina militare     |
| Oro      | Aristeidīs Kōnstantinidīs | Ciclismo         | Corsa in linea        |
| Oro      | Spyridōn Louīs            | Atletica leggera | Maratona              |
| Oro      | Iōannīs Malokinīs         | Nuoto            | 100 metri per marinai |
| Oro      | Iōannīs Mītropoulos       | Ginnastica       | Anelli                |
| Oro      | Geōrgios Orfanidīs        | Tiro a segno     | Carabina libera       |
| Oro      | Iōannīs Fragkoudīs        | Tiro a segno     | Pistola libera        |
| Oro      | Leōnidas Pyrgos           | Scherma          | Fioretto maestri      |

### Argento
| Medaglia | Atleta | Sport            | Specialità              |
| -------- | --- | ---------------- | ----------------------- |
| Argento  | Iōannīs Andreou | Nuoto            | 1200 metri stile libero |
| Argento  | Spyridōn Chasapīs | Nuoto            | 100 metri per marinai   |
| Argento  | Miltiadīs Gouskos | Atletica leggera | Getto del peso          |
| Argento  | Tīlemachos Karakalos | Scherma          | Sciabola                |
| Argento  | Dionysios Kasdaglis | Tennis           | Singolare               |
| Argento  | Geōrgios Kōletīs | Ciclismo         | 100 kilometri su pista  |
| Argento  | Stamatīs Nikolopoulos | Ciclismo         | Cronometro su pista     |
| Argento  | Stamatīs Nikolopoulos | Ciclismo         | 2000 metri su pista     |
| Argento  | Geōrgios Orfanidīs | Tiro a segno     | Pistola libera          |
| Argento  | Panagiōtīs Paraskeuopoulos | Atletica leggera | Lancio del disco        |
| Argento  | Pavlos Pavlidīs | Tiro a segno     | Carabina militare       |
| Argento  | Antōnios Pepanos | Nuoto            | 500 metri stile libero  |
| Argento  | Iōannīs Fragkoudīs | Tiro a segno     | Carabina libera         |
| Argento  | Geōrgios Tsitas | Lotta            | Lotta greco-romana      |
| Argento  | Charilaos Vasilakos | Atletica leggera | Maratona                |
| Argento  | Thomas Xenakis | Ginnastica       | Fune                    |
| Argento  | Panellinios Sotirios Athanasopoulos, Nikolaos Andriakopoulos, Petros Persakis, Thomas Xenakis, altri 29 atleti, nomi sconosciuti | Ginnastica       | Parallele a squadre     |

### Bronzo
| Medaglia | Atleta | Sport             | Specialità                |
| -------- | --- | ----------------- | ------------------------- |
| Bronzo   | Efstathios Chōrafas | Nuoto             | 500 metri stile libero    |
| Bronzo   | Efstathios Chōrafas | Nuoto             | 1200 metri stile libero   |
| Bronzo   | Stefanos Christopoulos | Lotta             | Lotta greco-romana        |
| Bronzo   | Evangelos Damaskos | Atletica leggera  | Salto con l'asta          |
| Bronzo   | Dīmītrios Drivas | Nuoto             | 100 metri per marinai     |
| Bronzo   | Dīmītrios Golemīs | Atletica leggera  | 800 metri                 |
| Bronzo   | Nikolaos Mōrakīs | Tiro              | Carabina militare         |
| Bronzo   | Alexandros Nikolopoulos                                                                                                   | Sollevamento pesi | Sollevamento con una mano |
| Bronzo   | Georgios Papasideris | Atletica leggera  | Getto del peso            |
| Bronzo   | Konstantinos Paspatis | Tennis            | Singolare                 |
| Bronzo   | Ioannis Persakis | Atletica leggera  | Salto triplo              |
| Bronzo   | Petros Persakis | Ginnastica        | Anelli                    |
| Bronzo   | Iōannīs Fragkoudīs | Tiro              | Pistola libera            |
| Bronzo   | Periklīs Pierrakos-Mauromichalīs                                                                                          | Scherma           | Fioretto                  |
| Bronzo   | Ioannis Theodoropoulos | Atletica leggera  | Salto con l'asta          |
| Bronzo   | Nikolaos Trikoupīs | Tiro              | Carabina militare         |
| Bronzo   | Sotirios Versis | Atletica leggera  | Lancio del disco          |
| Bronzo   | Sotirios Versis | Sollevamento pesi | Sollevamento con due mani |
| Bronzo   | Ethnikos Ioannis Chrysafis, Iōannīs Mītropoulos, Dimitrios Loundras, Filippos Karvelas, altri 15 atleti, nomi sconosciuti | Ginnastica        | Parallele a squadre       |

## Risultati

### Atletica leggera

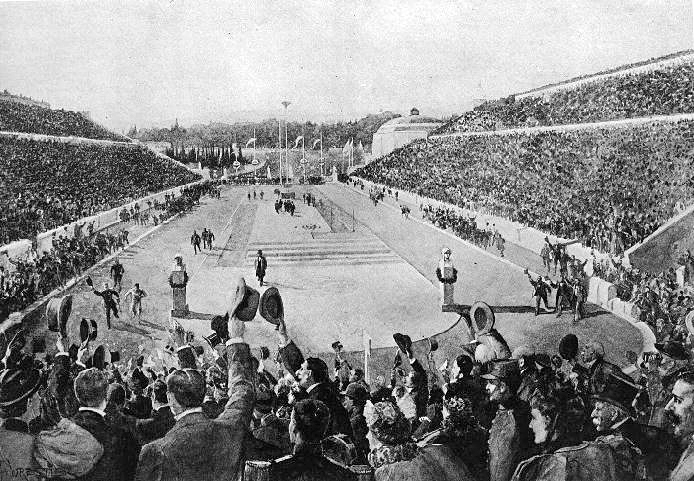
Spyridōn Louīs entra allo stadio alla fine della maratona

| Atleta                     | Evento             | Finale       | Finale      |
| Atleta                     | Evento             | Risultato    | Classifica  |
| -------------------------- | ------------------ | ------------ | ----------- |
| Alexandros Chalkokondylīs  | 100 metri piani    | 17"6         | 5º          |
| Georgios Gennimatas        | 100 metri piani    | Sconosciuto  | Sconosciuto |
| Athanasios Skaltsogiannīs  | 110 metri ostacoli | Sconosciuto  | Sconosciuto |
| Anastasios Andreou         | 110 metri ostacoli | Sconosciuto  | Sconosciuto |
| Dīmītrios Golemīs          | 800 metri          | 2'28"0       |             |
| Angelos Fetsis             | 800 metri          | Sconosciuto  | Sconosciuto |
| Dimitrios Tomprof          | 800 metri          | Sconosciuto  | 5º          |
| Angelos Fetsis             | 1500 metri         | Sconosciuto  | 6º          |
| Dīmītrios Golemīs          | 1500 metri         | Sconosciuto  | Sconosciuto |
| Konstantinos Karakatsanis  | 1500 metri         | Sconosciuto  | Sconosciuto |
| Dimitrios Tomprof          | 1500 metri         | Sconosciuto  | Sconosciuto |
| Spyridōn Louīs             | Maratona           | 2h58'50"     |             |
| Charilaos Vasilakos        | Maratona           | 3h06'03"     |             |
| Ioannis Vrettos            | Maratona           | Sconosciuto  | 4º          |
| Eleutherios Papasymeōn     | Maratona           | Sconosciuto  | 5º          |
| Demetrios Deligannis       | Maratona           | Sconosciuto  | 6º          |
| Evangelos Gerakeris        | Maratona           | Sconosciuto  | 7º          |
| Stamatios Masouris         | Maratona           | Sconosciuto  | 8º          |
| Ioannis Lavrentis          | Maratona           | Ritirato     | Sconosciuto |
| Georgios Grigoriou         | Maratona           | Ritirato     | Sconosciuto |
| Ilias Kafetzis             | Maratona           | Ritirato     | Sconosciuto |
| Dimitrios Khristopoulos    | Maratona           | Ritirato     | Sconosciuto |
| Spiridon Belokas           | Maratona           | Squalificato | Sconosciuto |
| Alexandros Chalkokondylīs  | Salto in lungo     | 5,74 m       | 4º          |
| Athanasios Skaltsogiannīs  | Salto in lungo     | Sconosciuto  | Sconosciuto |
| Ioannis Persakis           | Salto triplo       | 12,52 m      |             |
| Chrīstos Zoumīs            | Salto triplo       | Sconosciuto  | Sconosciuto |
| Evangelos Damaskos         | Salto con l'asta   | 2,60 m       |             |
| Ioannis Theodoropoulos     | Salto con l'asta   | 2,60 m       |             |
| Vasilios Xydas             | Salto con l'asta   | 2,40 m       | 5º          |
| Miltiadīs Gouskos          | Getto del peso     | 11,03 m      |             |
| Georgios Papasideris       | Getto del peso     | 10,36 m      |             |
| Panagiōtīs Paraskeuopoulos | Lancio del disco   | 28,95 m      |             |
| Sotirios Versis            | Lancio del disco   | 27,78 m      |             |
| Georgios Papasideris       | Lancio del disco   | Sconosciuto  | Sconosciuto |

### Ciclismo

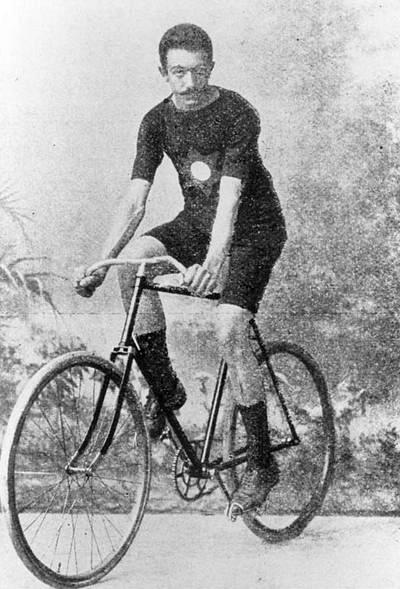
Aristeidīs Kōnstantinidīs

| Atleta                    | Evento                 | Finale      | Finale      |
| Atleta                    | Evento                 | Risultato   | Classifica  |
| ------------------------- | ---------------------- | ----------- | ----------- |
| Aristeidīs Kōnstantinidīs | Corsa in linea         | 3h22'31"    |             |
| Geōrgios Aspiōtīs         | Corsa in linea         | Sconosciuto | Sconosciuto |
| Miltiadīs Iatrou          | Corsa in linea         | Sconosciuto | Sconosciuto |
| Konstantinos Konstantinou | Corsa in linea         | Sconosciuto | Sconosciuto |
| Georgios Paraskevopoulos  | Corsa in linea         | Sconosciuto | Sconosciuto |
| Georgios Paraskevopoulos  | 12 ore su pista        | Ritirato    | Sconosciuto |
| Nikos Loverdos            | 12 ore su pista        | Ritirato    | Sconosciuto |
| A. Tryfiatis-Tripiaris    | 12 ore su pista        | Ritirato    | Sconosciuto |
| Konstantinos Konstantinou | 12 ore su pista        | Ritirato    | Sconosciuto |
| Geōrgios Kōletīs          | 100 kilometri su pista | Ritirato    | Sconosciuto |
| Aristeidīs Kōnstantinidīs | 100 kilometri su pista | Sconosciuto | 5º          |
| Geōrgios Kōletīs          | 100 kilometri su pista | Sconosciuto |             |
| Aristeidīs Kōnstantinidīs | 100 kilometri su pista | Ritirato    | Sconosciuto |
| Stamatīs Nikolopoulos     | Cronometro su pista    | 26"0        |             |
| Stamatīs Nikolopoulos     | 2000 metri su pista    | 5'00"2      |             |

### Ginnastica
| Atleta                  | Evento              | Finale      | Finale      |
| Atleta                  | Evento              | Tempo       | Classifica  |
| ----------------------- | ------------------- | ----------- | ----------- |
| Nikolaos Andriakopoulos | Fune                | 14,00 m     |             |
| Thomas Xenakis          | Fune                | 14,00 m     |             |
| Filippos Karvelas       | Parallele           | Sconosciuto | Sconosciuto |
| Iōannīs Mītropoulos     | Parallele           | Sconosciuto | Sconosciuto |
| Antonios Papaigannou    | Parallele           | Sconosciuto | Sconosciuto |
| Antonios Papaigannou    | Trave               | Sconosciuto | Sconosciuto |
| Leōnidas Tsiklītīras    | Trave               | Sconosciuto | Sconosciuto |
| Aristovoulos Petmezas   | Cavallo             | Sconosciuto | Sconosciuto |
| Iōannīs Mītropoulos     | Anelli              | Sconosciuto |             |
| Petros Persakis         | Anelli              | Sconosciuto |             |
| Panellinios             | Parallele a squadre | Sconosciuto |             |
| Ethnikos                | Parallele a squadre | Sconosciuto |             |

### Lotta
| Atleta                 | Evento             | Finale      | Finale     |
| Atleta                 | Evento             | Punteggio   | Classifica |
| ---------------------- | ------------------ | ----------- | ---------- |
| Geōrgios Tsitas        | Lotta greco-romana | Sconosciuto |            |
| Stefanos Christopoulos | Lotta greco-romana | Sconosciuto |            |

### Nuoto
| Atleta                     | Evento                  | Finale      | Finale      |
| Atleta                     | Evento                  | Tempo       | Classifica  |
| -------------------------- | ----------------------- | ----------- | ----------- |
| Geōrgios Anninos           | 100 metri stile libero  | Sconosciuto | Sconosciuto |
| Efstathios Chōrafas        | 100 metri stile libero  | Sconosciuto | Sconosciuto |
| Alexandros Chrisafos       | 100 metri stile libero  | Sconosciuto | Sconosciuto |
| 4 atleti, nomi sconosciuti | 100 metri stile libero  | Sconosciuto | Sconosciuto |
| Iōannīs Malokinīs          | 100 metri per marinai   | 2'20"4      |             |
| Spyridōn Chasapīs          | 100 metri per marinai   | Sconosciuto |             |
| Dīmītrios Drivas           | 100 metri per marinai   | Sconosciuto |             |
| Antōnios Pepanos           | 500 metri stile libero  | 9'27"6      |             |
| Efstathios Chōrafas        | 500 metri stile libero  | Sconosciuto |             |
| Iōannīs Andreou            | 1200 metri stile libero | 21'03"4     |             |
| Efstathios Chōrafas        | 1200 metri stile libero | Sconosciuto |             |
| N. Katravas                | 1200 metri stile libero | Sconosciuto |             |
| 3 atleti, nomi sconosciuti | 1200 metri stile libero | Sconosciuto |             |

### Scherma

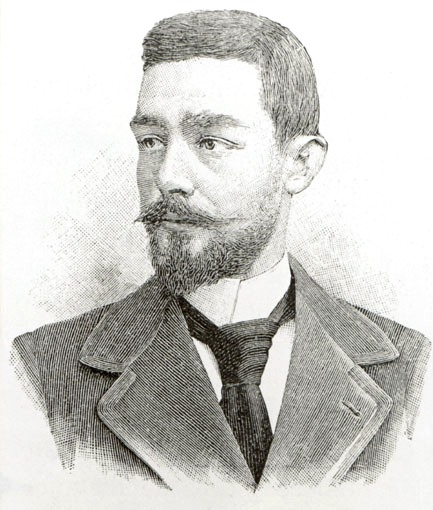
Leōnidas Pyrgos

| Atleta                           | Evento           | Finale    | Finale     |
| Atleta                           | Evento           | Punteggio | Classifica |
| -------------------------------- | ---------------- | --------- | ---------- |
| Periklīs Pierrakos-Mauromichalīs | Fioretto         | 7/4       |            |
| Athanasios Vouros                | Fioretto         | 8/7       | 4º         |
| Kōnstantinos Komnīnos-Mīliōtīs   | Fioretto         | 5/7       | 5º         |
| Geōrgios Valakakīs               | Fioretto         | 3/9       | 7º         |
| Iōannīs Poulos                   | Fioretto         | 4/9       | 7º         |
| Leōnidas Pyrgos                  | Fioretto maestri | 3/1       |            |
| Iōannīs Geōrgiadīs               | Sciabola         | 12/6      |            |
| Tīlemachos Karakalos             | Sciabola         | 11/6      |            |
| Georgios Iatridis                | Sciabola         | 3/12      | 5º         |

### Sollevamento pesi
| Atleta                  | Evento                    | Finale    | Finale     |
| Atleta                  | Evento                    | Punteggio | Classifica |
| ----------------------- | ------------------------- | --------- | ---------- |
| Alexandros Nikolopoulos | Sollevamento con una mano | 57,0 kg   |            |
| Sotirios Versis         | Sollevamento con una mano | 40,0 kg   |            |
| Sotirios Versis         | Sollevamento con due mani | 90,0 kg   |            |
| Georgios Papasideris    | Sollevamento con due mani | 90,0 kg   |            |

### Tennis
| Atleta                    | Evento    | Finale    | Finale     |
| Atleta                    | Evento    | Punteggio | Classifica |
| ------------------------- | --------- | --------- | ---------- |
| Dionysios Kasdaglis       | Singolare | ---       |            |
| Konstantinos Paspatis     | Singolare | ---       |            |
| Aristidis Akratopoulos    | Singolare | ---       | 5º         |
| Konstantinos Akratopoulos | Singolare | ---       | 5º         |
| Euaggelos Rallīs          | Singolare | ---       | 5º         |
| Dimitris Frangopoulos     | Singolare | ---       | 8º         |
| Dimitrios Petrokokkinis   | Singolare | ---       | 8º         |

### Tiro a segno
| Atleta                      | Evento              | Finale      | Finale      |
| Atleta                      | Evento              | Punteggio   | Classifica  |
| --------------------------- | ------------------- | ----------- | ----------- |
| Iōannīs Fragkoudīs          | Pistola libera      | Sconosciuto |             |
| Leōnidas Mōrakīs            | Pistola libera      | Sconosciuto | Sconosciuto |
| Geōrgios Orfanidīs          | Pistola libera      | Sconosciuto | Sconosciuto |
| Iōannīs Fragkoudīs          | Rivoltella libera   | 344         |             |
| Geōrgios Orfanidīs          | Rivoltella libera   | 249         |             |
| Nikolaos Mōrakīs            | Rivoltella militare | Sconosciuto |             |
| Iōannīs Fragkoudīs          | Rivoltella militare | Sconosciuto | 4º          |
| Zīnōn Michaīlidīs           | Rivoltella militare | Sconosciuto | Sconosciuto |
| Geōrgios Orfanidīs          | Rivoltella militare | Sconosciuto | Sconosciuto |
| Pantazidis                  | Rivoltella militare | Sconosciuto | Sconosciuto |
| Patsouris                   | Rivoltella militare | Sconosciuto | Sconosciuto |
| Pavlos Pavlidīs             | Rivoltella militare | Sconosciuto | Sconosciuto |
| Aristovoulos Petmezas       | Rivoltella militare | Sconosciuto | Sconosciuto |
| Platis                      | Rivoltella militare | Sconosciuto | Sconosciuto |
| Vavis                       | Rivoltella militare | Sconosciuto | Sconosciuto |
| Pantelīs Karasevdas         | Rivoltella militare | Ritirato    | Sconosciuto |
| Sanidis                     | Rivoltella militare | Ritirato    | Sconosciuto |
| Geōrgios Orfanidīs          | Carabina libera     | 1583        |             |
| Iōannīs Fragkoudīs          | Carabina libera     | 1312        |             |
| Anastasios Metaxas          | Carabina libera     | 1102        | 4º          |
| Pantelīs Karasevdas         | Carabina libera     | 1039        | 5º          |
| Antelothanasis              | Carabina libera     | Sconosciuto | Sconosciuto |
| Georgios Diamantis          | Carabina libera     | Sconosciuto | Sconosciuto |
| Alexios Fetsios             | Carabina libera     | Sconosciuto | Sconosciuto |
| Karakatsanis                | Carabina libera     | Sconosciuto | Sconosciuto |
| Khatzidakis                 | Carabina libera     | Sconosciuto | Sconosciuto |
| Nikolaos Levidis            | Carabina libera     | Sconosciuto | Sconosciuto |
| Zīnōn Michaīlidīs           | Carabina libera     | Sconosciuto | Sconosciuto |
| Moustakopoulos              | Carabina libera     | Sconosciuto | Sconosciuto |
| Pavlos Pavlidīs             | Carabina libera     | Sconosciuto | Sconosciuto |
| Alexandros Theofilakīs      | Carabina libera     | Sconosciuto | Sconosciuto |
| Iōannīs Theofilakīs         | Carabina libera     | Sconosciuto | Sconosciuto |
| Nikolaos Trikoupīs          | Carabina libera     | Sconosciuto | Sconosciuto |
| Leōnidas Langgakis          | Carabina libera     | Ritirato    | Sconosciuto |
| Ioannis Vourakis            | Carabina libera     | Ritirato    | Sconosciuto |
| Pantelīs Karasevdas         | Carabina militare   | 2350        |             |
| Pavlos Pavlidīs             | Carabina militare   | 1978        |             |
| Nikolaos Trikoupīs          | Carabina militare   | 1713        |             |
| Anastasios Metaxas          | Carabina militare   | 1701        | 4º          |
| Geōrgios Orfanidīs          | Carabina militare   | 1698        | 5º          |
| Georgios Diamantis          | Carabina militare   | 2350        | 7º          |
| Iōannīs Theofilakīs         | Carabina militare   | 1261        | 9º          |
| Alexios Fetsios             | Carabina militare   | 894         | 11º         |
| Spiridon Stais              | Carabina militare   | 845         | 12º         |
| Aristovoulos Petmezas       | Carabina militare   | Sconosciuto | Sconosciuto |
| G. Karagiannopoulos         | Carabina militare   | Sconosciuto | Sconosciuto |
| 22 atleti, nomi sconosciuti | Carabina militare   | Sconosciuto | Sconosciuto |